# Обрадово
Обра́дово (рос. Обрадово) — присілок у складі Великоустюзького району Вологодської області, Росія. Входить до складу Орловського сільського поселення.

## Населення
Населення — 1 особа (2010; 1 у 2002).
Національний склад (станом на 2002 рік):
- росіяни — 100 %